# Eria gagnepainii
Eria gagnepainii är en orkidéart som beskrevs av Alex Drum Hawkes och Alfonse Henry Heller. Eria gagnepainii ingår i släktet Eria och familjen orkidéer. Inga underarter finns listade i Catalogue of Life.